# Освајачи олимпијских медаља у атлетици — 2.500 метара препреке за мушкарце
Освајачи олимпијских медаља у атлетици за мушке у дисциплини 2.500 метара препреке, која је на програму игара била само два пута, приказани су у следећој табели исказани у минутама.
| Дисциплина             |                   | Резултат |                                     | Резултат |                         | Резултат |
| Париз 1900. детаљи     | Џорџ Ортон Канада | 7:34,4   | Сидни Робинсон Уједињено Краљевство | 7:38,0   | Жак Шастаније Француска | 7,42,0   |
| Сент Луис 1904. детаљи | Џим Лајтбоди САД  | 7:39,6   | Џон Дејли Уједињено Краљевство      | 7:40,6   | Артур Њутон САД         | 7:46,0   |

1. ↑   С обзиром да се такмичење одржавало на стази на којој је један круг износио трећину миље,
 на овим Играма се трчало 5 кругова, односно приближно 2590 m